# Montibarri
Montibarri és un indret del terme municipal de Tremp, a l'antic terme de Gurp de la Conca, al Pallars Jussà.
Està situat al vessant sud-oriental de la Serra Mitjana, que s'anomena sovint Montibarri, confonent així el paratge amb la serra que el conté. És al sud-oest de Gurp i al nord-oest de l'Acadèmia General Bàsica de Suboficials. Per Montibarri passa la pista que, travessant la Serra de Gurp uneix la Conca de Tremp amb la Terreta.